# کلوئتا
کلوئتا (انگلیسی: Cloetta) شرکت صنایع غذایی سوئدی است، که در سال ۱۸۶۲ تأسیس شد.